# Rozniszew (gmina)
Rozniszew (od 1973 Magnuszew) – dawna gmina wiejska istniejąca do 1954 roku w woj. kieleckim. Nazwa gminy pochodzi od wsi Rozniszew, lecz siedzibą władz gminy były Wilczkowice Dolne. 
W okresie międzywojennym gmina Rozniszew należała do powiatu kozienickiego w woj. kieleckim. Po wojnie gmina zachowała przynależność administracyjną. Była to najdalej na północ wysunięta gmina woj. kieleckiego, położona w widłach Wisły i Pilicy. Według stanu z dnia 1 lipca 1952 roku gmina składała się z 16 gromad: Anielin-Kępa, Boguszków, Chmielów, Gruszczyn Nowy, Kępa Skórecka, Mniszów, Osiemborów, Rękowice, Rozniszew, Urszulin, Wilczkowice Dolne, Wólka Tarnowska, Zagroby, Zakrzew, Żelazna Nowa i Żelazna Stara.
Jednostka została zniesiona 29 września 1954 roku wraz z reformą wprowadzającą gromady w miejsce gmin. Po reaktywowaniu gmin z dniem 1 stycznia 1973 roku gminy Rozniszew nie przywrócono, a z jej obszaru oraz z obszaru dawnej gminy Trzebień utworzono nową gminę Magnuszew w tymże powiecie i województwie.